# Fermín Uriarte
Fermín Uriarte   (Montevideo, 1902 - 18 de desembre de 1972) va ser un futbolista uruguaià, que jugava de defensa, que va competir durant la dècada de 1920.
A nivells de clubs jugà al Centro Atlético Lito (1921-1925). Amb la selecció de futbol de l'Uruguai va jugar 14 partits entre 1921 i 1925. Fou seleccionat per jugar la Copa Amèrica de 1923 i 1924, que guanyà l'Uruguai. El 1924 fou convocat per disputar la competició de futbol dels Jocs Olímpics de París, on l'equip guanyà la medalla d'or, però ell no disputà cap partit.